# Monte Santa Croce
Il Monte Santa Croce è un rilievo dell'Appennino Ligure, alto 518 m s.l.m., posto sopra la località di Pieve Ligure. 

## Geografia
Il monte è posizionato a Levante di Genova e sulle sue pendici sono stati edificati il paese di Pieve Ligure e alcune frazioni di Bogliasco e Sori.

## Accesso alla cima
Sulla sua vetta, raggiungibile attraverso alcuni antichi sentieri, sorge un'antica chiesa, l'omonima e antichissima Chiesa di Santa Croce, e si può ammirare un paesaggio che spazia dal Promontorio di Portofino alla riviera savonese. 
Esso è meta fissa di gite dei genovesi specialmente nei mesi estivi quando, dal comune pievese, vengono organizzati alcuni eventi sulla cima del rilievo.